# Chidistawi
Chidistawi – wieś w Gruzji, w regionie Guria, w gminie Czochatauri. W 2014 roku liczyła 303 mieszkańców.